# Districte de Vila Real
El districte de Vila Real és un districte portuguès que pertany a la província tradicional de Trás-os-Montes e Alto Douro i a la regió del Nord. Limita al nord amb la província d'Ourense (Espanya), a l'est amb el districte de Bragança, al sud amb el districte de Viseu i a l'oest amb el districte de Porto i amb el districte de Braga. Àrea: 4.328 km² (11è major districte portuguès). Població resident (2001): 223.731 hab. Seu del districte: Vila Real.
En l'actual divisió regional del país, el districte forma part de la Regió del Nord, on es divideix en les subregions del Douro, de l'Alt Trás-os-Montes i de Tâmega. En resum:
- Regió del Nord
  - Alt Trás-os-Montes
    - Boticas
    - Chaves Ciutat
    - Montalegre
    - Murça
    - Valpaços Ciutat
    - Vila Pouca de Aguiar

  - Douro
    - Alijó
    - Mesão Frio
    - Peso da Régua Ciutat
    - Sabrosa
    - Santa Marta de Penaguião
    - Vila Real Ciutat

  - Tâmega
    - Mondim de Basto
    - Ribeira de Pena

## Ciutats principals
Vila Real, Chaves, Peso da Régua, Valpaços